# Gouvernement de la région autonome du Tibet
Pour les articles homonymes, voir Gouvernement tibétain.
Le gouvernement de la région autonome du Tibet est gouvernement de la région autonome du Tibet fondée en 1965.

## La répartition des pouvoirs

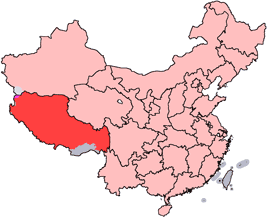
Localisation de la région autonome du Tibet dans la république populaire de Chine.

En république populaire de Chine, les minorités nationales pratiquent l'autonomie régionale dans la région où elles sont concentrées, au sein d'organismes autonomes. En principe, les provinces de Chine et les régions autonomes s'occupent de leurs affaires intérieures, le pouvoir central se réservant la défense, les affaires étrangères, les lois, le système judiciaire, les voies de communication, les finances du gouvernement central, les revenus nationaux, le commerce extérieur, entre bien d'autres prérogatives. De son côté, la province ou la région autonome s'occupe de l'éducation, la santé publique, les industries et communications provinciales, les propriétés de la province, l'agriculture et les forêts, la conservation des eaux, la pêche et l'élevage, etc. Elle dispose aussi désormais de certaines compétences en matière rurale et urbaine.
En pratique, pour Jacques Leclerc, ce n'est pas l'administration régionale qui exerce le pouvoir, mais le Parti communiste chinois. En effet, si le responsable administratif officiel appartient bien à la minorité reconnue, dans la pratique c'est le président du Parti communiste chinois de la région, toujours un Han, qui reste le véritable détenteur de ce pouvoir. La Chine est un État unitaire et non une fédération. Le gouvernement central à travers le Parti communiste garde la mainmise sur les régions en contradiction avec la loi sur l'autonomie de 1984.
Selon Robert Barnett, en théorie, selon le système chinois, les Tibétains ont une représentation égale aux Han dans le système politique. Mais cette disposition est inopérante pour deux raisons : toute activité opposée aux Quatre principes fondamentaux, comme critiquer le PCC est interdite, d'autre part, la discrimination positive en faveur des non han n'est pas appliqué dans le PCC. De toute façon, les concessions écrites ne se retrouvent pas appliqués dans les faits. Ainsi, si les officiels tibétains représentent 76 % en 1999, il s'agit en grande partie de subalternes, le terme d'officiel recouvrant tous les employés gouvernementaux dont le personnel technique et administratif, les postes honorifiques comme le comité consultatif politique du peuple chinois (CCPPC). Les décisions majeures sont encore dans les mains des dirigeants chinois. 76 % ne reflète pas non plus le % officiel de Tibétains dans la Région autonome du Tibet, évalué à 96 % par le gouvernement chinois. Dans la vision chinoise officielle, les Tibétains comme d'autres nationalités non han forment selon la théorie marxiste du déterminisme économique une société arriérée et féodale, espérant une amélioration grâce à la société chinoise plus avancée. En retour, les non han fournissent des ressources naturelles ou matières premières. Cette vision est discriminatoire. Deuxièmement, depuis au moins 1992, la politique chinoise est d'envoyer continuellement des migrants han dans les régions tibétaines pour l'avancement de leur société. Cette pratique est aussi discriminatoire car elle entraîne un déséquilibre majeur dans l'économie et le gouvernement en faveur des non Tibétains. Ainsi, les pratiques "antidiscriminatoires" autorisées au début des années 1980 sont en grande partie ineffectives. Troisièmement, au moins depuis juillet 1994, date du 3e forum national sur le travail au Tibet, l'État chinois décida que des aspects de la culture et de la religion tibétaine étaient incompatibles avec le socialisme et devait être éliminés. Ces visions idéologiques désavantages fortement les Tibétains et les nationalités non han.

## Le pouvoir politique
Le pouvoir politique est exercé officiellement dans la région autonome du Tibet par le Conseil régional et le président de la région. En outre, il y a une Conférence consultative politique de la région autonome du Tibet, qui correspond à la conférence consultative politique du peuple chinois et a principalement des fonctions de cérémonie.
Le Comité préparatoire à l'établissement de la région autonome du Tibet a été inauguré en 1956 par le maréchal Chen Yi vice-premier ministre, à la demande de Mao Zedong, Liu Shaoqi et Zhou Enlai qui envoyèrent un message de félicitation, et la Région autonome du Tibet a été officiellement inaugurée en septembre 1965.
La révolution culturelle (1966-1976) a détruit à la fois le gouvernement régional et la Chambre régionale du parti communiste, cette dernière ayant été remplacée pour un temps par un « Comité révolutionnaire ».[réf. nécessaire]
Le système politique n'a été entièrement reconstruit qu'au début des années 1980. Selon la Constitution de la république populaire de Chine, depuis 1982, le Tibet est une région autonome dans laquelle le groupe ethnique tibétain jouit d'une grande autonomie, même si la Constitution exclut la possibilité de l'indépendance. En règle générale, la recherche du président de la région autonome s’effectue toujours parmi les Tibétains, un groupe ethnique, ainsi que pour d'autres bureaux civils de la région. Au président de la région depuis 2003, Jampa Phuntsok, a succédé en janvier 2010 Padma Choling, un ancien soldat qui a servi dans l'armée populaire de libération pendant 17 ans. Le tibétologue Robbie Barnett analyse ainsi cette nomination : :« Nommer un ancien officier à la tête du Tibet indique que la Chine perçoit désormais le Tibet sous l'angle du contrôle militaire ».
Le juriste américain Barry Sautman écrit que les Tibétains sont nombreux à tous les échelons de la hiérarchie politique de la région autonome du Tibet, sauf pour ce qui est du poste de secrétaire régional du parti.
Selon Freedom House, une ONG financée majoritairement par le gouvernement des États-Unis, l'exercice du pouvoir serait en pratique entre les mains du secrétaire général du Parti communiste chinois régional, une influence majeure sur la politique dans la région et un poste qui, à l'exception de Wu Jinghua, a été tenu par un chinois Han. Depuis 2005, le poste est occupé par Zhang Qingli.
En outre, selon « Campagne internationale pour le Tibet », un organisme œuvrant pour l'indépendance du Tibet, la conception de la politique au Tibet serait réalisée centralement à Pékin, par un groupe de coordination dans une entité d’un département du parti composée exclusivement de Han. Actuellement, il se composerait de Jia Qinglin, Ma Kai, Meng Jianzhu, Du Qinglin, Zhang Qingli, Ye Xiaowen, Xie Xuren et Wu Shuangzhan.

## Les secrétaires du Parti communiste chinois au Tibet
1. Zhang Guohua (1950.01-1951.06)
2. Fan Ming (1951.06-1951.12)
3. Chang Ching-wu (1952.03-1965.08)
4. Zhang Guohua (1965,09-?)
5. Ren Rong (1971.08-1980.03)
6. Yin Fatang (1980.03-1985.06)
7. Wu Jinghua (1985.06-1988.12)
8. Hu Jintao (1988.12-1992.11)
9. Chen Kuiyuan (1992.11-2000.09)
10. Guo Jinlong (2000.09-2004.12)
11. Yang Chuantang (2004.12-2005.11)
12. Zhang Qingli (2005.11-2006.05)
13. Zhang Qingli (2006,05-2011,08)
14. Chen Quanguo (2011,08-2016,08)
15. Wu Yingjie (2016,08-)

Selon Tsering Woeser, pendant la révolution culturelle le 7 avril 1971, Zhang Guohua fut  destitué de son poste de directeur du Comité révolutionnaire, de celui de chef d'équipe de la direction du parti et de celui de commandant en chef du secteur militaire tibétain. C'est Ren Rong qui assura la suppléance aux deux premiers postes. Le comité central nomma Chen Yiming au poste de commandant en chef du secteur militaire tibétain. Les Tibétains voulurent juger publiquement Zhang Guohua  mais le gouvernement cherchant à le protéger, le rapatria par avion à Pékin.
Si aucune personne de « nationalité » (ou ethnie) tibétaine n'a été secrétaire du Parti communiste au Tibet, il y a toutefois eu un membre de la « nationalité » Yi nommé à ce poste : Wu Jinghua (juin 1985 - décembre 1988). Ce dernier sera limogé pour « déviationnisme de droite » en 1988.
En 1957, après que Phuntsok Wangyal soit parti à Pékin où il devait rencontrer le président Mao, le dalaï-lama, qui avait un grand respect pour Phuntsok Wangyal, demanda que celui-ci soit nommé secrétaire du parti communiste chinois au Tibet,. Cette requête, présentée au secrétaire du parti communiste chinois au Tibet Chang Ching-wu, fut acceptée, mais fin 1957, un fonctionnaire chinois informa le dalaï-lama que Phuntsok Wangyal ne reviendrait plus au Tibet, car il avait été déchu de son poste et mis en prison où il devait rester jusqu’à la fin des années 1970.

## Les présidents du gouvernement local (à partir de mars 1959)
Après le départ en exil du 14e dalaï-lama, qui était président du comité préparatoire depuis avril 1956, le premier ministre Zhou Enlai prit un arrêté proclamant la dissolution du gouvernement tibétain de l'époque – qui était resté en place même après l'arrivée de l'armée populaire de libération – et son remplacement par le comité préparatoire pour l'établissement de la région autonome du Tibet. Le 10e panchen-lama, jusque-là vice-président du comité préparatoire, assuma dès lors les fonctions de président,. Ce dernier adressa au gouvernement chinois en 1962 sa pétition en 70 000 caractères puis apporta son soutien au dalai-lama en 1964. Le panchen-lama fut démis de la présidence du comité et remplacé par Ngabo Ngawang Jigme en décembre 1964.

### Présidents du comité préparatoire
1. 10e panchen-lama (mars 1959 - décembre 1964)
2. Ngabo Ngawang Jigme (décembre 1964 - ?)

### Président du comité populaire
1. Ngabo Ngawang Jigme (décembre 1964 - ?)

### Présidents du comité révolutionnaire
1. Zeng Yongya (septembre 1968 - novembre 1970)
2. Ren Rong (novembre 1970 - août 1979)

Tao Changsong, « créateur des Gardes rouges de Lhassa et chef du groupe des rebelles » pendant la révolution culturelle, sera de septembre 1968 à octobre 1976, vice-président du comité révolutionnaire de la région autonome du Tibet. En 1976, après l'arrestation de la bande des quatre, il fut emprisonné pendant un an accusé d'être un criminel « relevant des trois catégories »
.

### Présidents du gouvernement de la RAT
Les personnalités suivantes, toutes d'ethnie tibétaine, ont présidé le gouvernement de la région autonome du Tibet (RAT) :
1. Sangyé Yeshi (août 1979 - avril 1981)
2. Ngabo Ngawang Jigme (avril 1981 - mai 1983)
3. Dorje Tseten (mai 1983 - décembre 1985)
4. Dorje Tsering  (décembre 1985 - mai 1986, faisant office de président)
5. Dorje Tsering (mai 1986 - mai 1990)
6. Gyaincain Norbu (mai 1990 - mai 1998)
7. Lekchog (mai 1998 - mai 2003)
8. Jampa Phuntsok (mai 2003 - janvier 2010)
9. Padma Choling (janvier 2010 - janvier 2013)
10. Lobsang Gyaltsen (2013 -15 janvier 2017)
11. Che Dalha (en) (15 janvier 2017-)

Jampa Phuntsok, aussi appelé Champa Phuntsok ou Qiangba Puncog, fut président du gouvernement de la RAT de mai 2003 à janvier 2010. Tibétain de souche né à Qamdo en 1947, il est membre du parti communiste depuis mai 1974 et diplômé du département de génie mécanique et de productique de l'université de Chong Qing.
Padma Choling, aussi appelé Padma Thrinley ou Palma Trily, est un Tibétain de souche né en octobre 1951 à Dengqen. Il fut, du 15 janvier 2010 à janvier 2013, président du gouvernement de la RAT. Membre du parti communiste depuis octobre 1970, il est diplômé de l'école centrale des cadres du parti.

### Vice-présidents du gouvernement de la RAT
1. Lhagpa Phuntshogs (1991 - 2000)
2. Jagra Lobsang Tenzin (2003-)

### Les présidents du comité permanent de l'assemblée populaire régionale
Les personnalités suivantes ont présidé le comité permanent de l'assemblée populaire de la région autonome du Tibet :
1. Ngabo Ngawang Jigme (1979-1981)
2. Yang Dong Sheng (1981-1983)
3. Ngabo Ngawang Jigme (1983-1993)
4. Raidi (1993-2003)
5. Lekchog (2003-2010)
6. Qiangba Puncog (2010-)

Tibétain de souche, Lekchog (Legqog) est né dans une  « famille de serfs » du comté de Gyangzé en 1944. Il est membre du parti communiste depuis 1972.

## L'administration régionale
Selon Françoise Pommaret (2002), les cadres de l'administration de la RAT sont des Chinois Han à 66 % et les Tibétains occupent 16 % des postes de commandement dans l'armée.

## Controverse sur l'autonomie de la région autonome du Tibet
Dans un rapport publié en 2002, le Centre pour la justice au Tibet conclut que la région autonome du Tibet (RAT) ne bénéficie pas d’un statut de réelle autonomie: « Le gouvernement de la RAT n’octroie pas une réelle autogestion aux Tibétains. Il a plusieurs raisons à cet état de fait. Premièrement, le gouvernement de la RAT contrôle peu de pouvoirs gouvernementaux. Même ces pouvoirs sont contrôlés in fine par le gouvernement de central de la république populaire de Chine (RPC). Deuxièmement, le gouvernement de la RAT est contrôlé par des membres du Parti communiste de la RPC, dont beaucoup sont des Chinois. Troisièmement, les politiques du Parti communiste sont fondées sur une philosophie athée qui n'est pas compatible avec la culture tibétaine. La base structurelle de la RAT est donc telle qu'une autogouvernance tibétaine authentique est pratiquement impossible. » .
Selon la Constitution de la république populaire de Chine, depuis 1982, le Tibet est une région autonome dans laquelle le groupe ethnique tibétain jouit d'une grande autonomie, même si la Constitution exclut la possibilité de l'indépendance.  En règle générale, la recherche du président de la région autonome s’effectue toujours parmi les Tibétains. Le juriste américain Barry Sautman, écrit, pour sa part, que les Tibétains sont nombreux à tous les échelons de la hiérarchie politique de la région autonome du Tibet, sauf pour ce qui est du poste de secrétaire régional du parti. Il oppose cette situation à celle qui prévaut au Ladakh, région majoritairement tibétaine de l'Inde et dont le système politique est louangé par les chefs exilés : l'administration indienne n'aurait jamais employé un seul des nombreux bouddhistes ladakhis ayant pourtant passé avec succès ses examens. Il semble que Sautman ne connaisse ni Sonam Narboo ni le 19e Kushok Bakula Rinpoché. 
Pourtant, selon l'analyse de Conner et Barnett (1997), prenant en compte les cadres dirigeants, à partir du « Registre des organes gouvernementaux chinois: sud—ouest, nord—ouest », l'administration au niveau de la région compte 44 % de Tibétains contre 53 % de Han (la différence étant composée de Hui, musulmans, pouvant être chinois ou tibétains).